# Soul patch

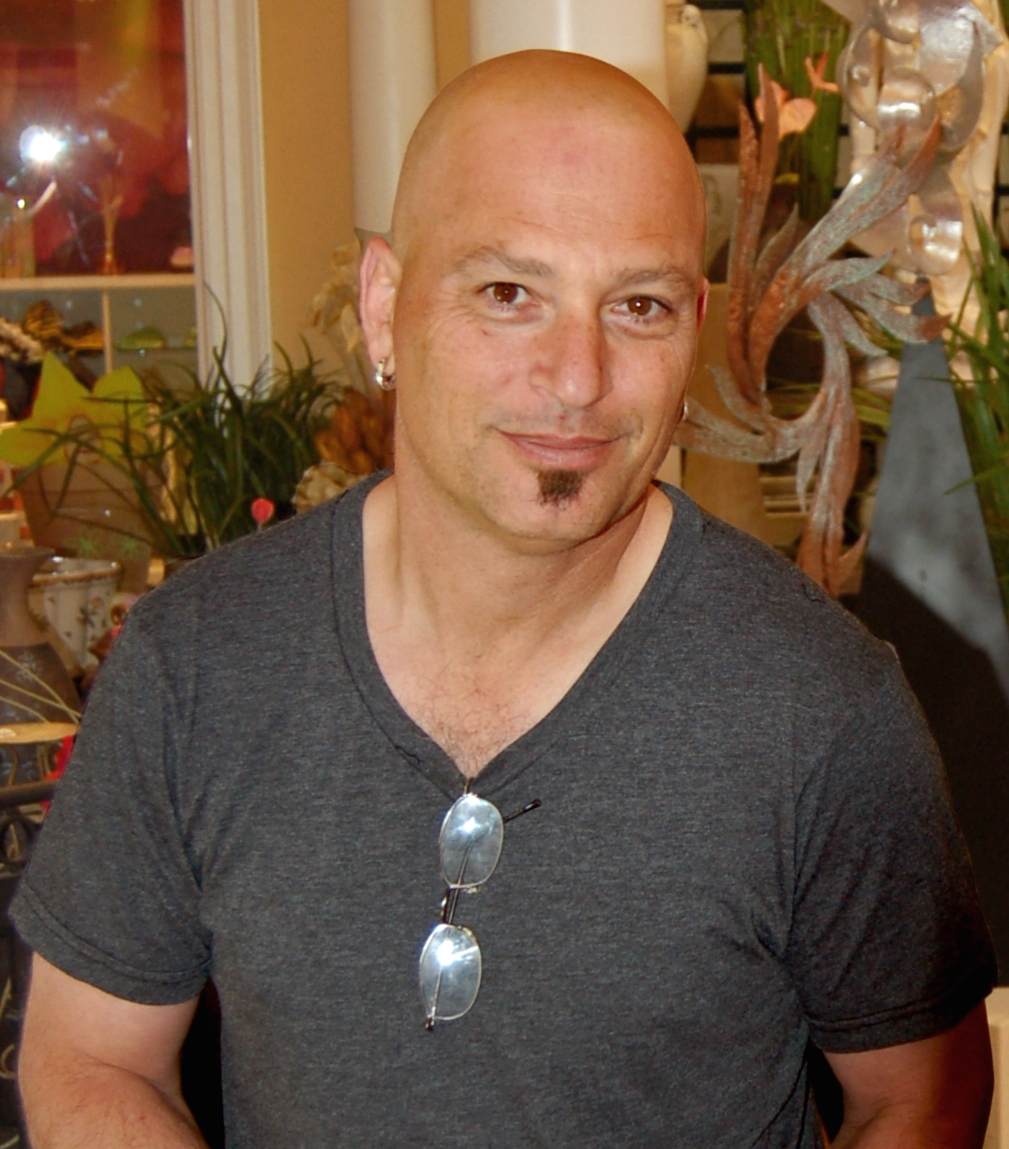
De Canadese stand-upkomiek Howie Mandel met een soul patch

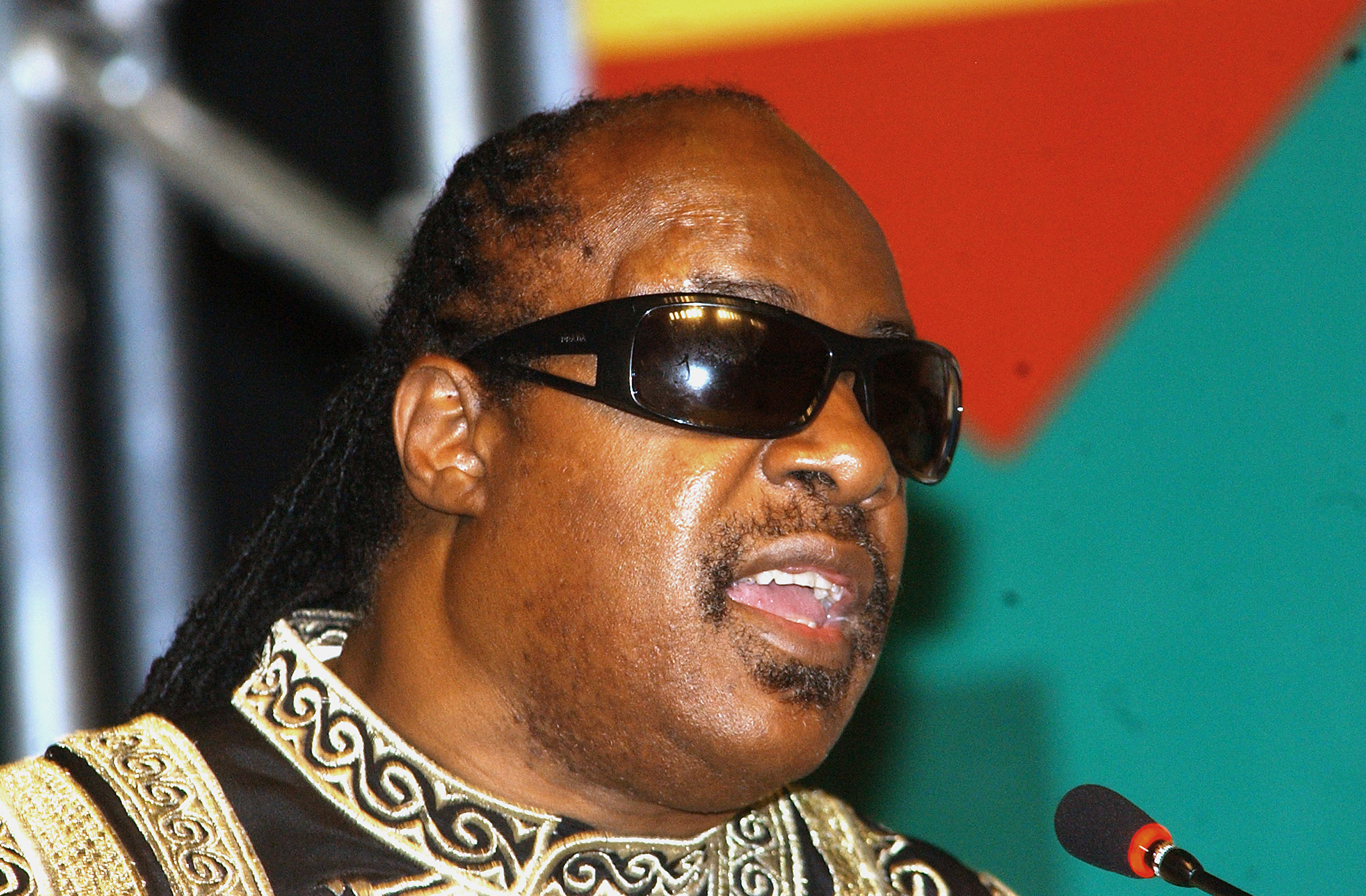
Stevie Wonder is een bekend drager van de soul patch

Een soul patch (letterlijk ziel-lapje) is een type baard dat vooral in de jaren vijftig en zestig in de Verenigde Staten populair was. Het bestaat uit een smalle streep gezichtshaar direct onder de onderlip en eindigt boven de kin. In het Nederlands heet deze gezichtsbeharing 'potverdommetje' of 'mouche' (leenwoord uit het Frans).
Deze baardstijl was populair bij Afro-Amerikanen, in het bijzonder jazzmuzikanten. De soul patch werd gedragen door onder meer jazztrompettist Dizzy Gillespie en jazzdwarsfluitist Chris Hinze. Ook The Blues Brothers gebruikten dit baardtype als onderdeel van hun stijl.
De soul patch is echter veel ouder en werd reeds gedragen door bekendheden in de middeleeuwen. Zo droegen William Shakespeare en de in de 15e eeuw heersende Vlad Dracula deze baard.
In de recentere geschiedenis werd de soul patch door vele prominenten gedragen, waaronder acteur Bob Denver, Howie Mandel en Keanu Reeves, alsook de sporters Mike Piazza, Randy Johnson en Phil Jackson. Onder de muzikanten die de soul patch dragen of droegen bevinden zich Tom Waits, Frank Zappa (in combinatie met een snor, Eddie Vedder, Trent Reznor, Wilfred, Stevie Wonder (tot begin jaren 10, in combinatie met een snor), Ray Charles, Jack Black, Billy Ray Cyrus, Bruce Springsteen, Stevie Ray Vaughan, Graham Nash en Fred Durst van Limp Bizkit.